# Джуричи (Черна гора)
Джуричи (на сръбски: Ђурићи) е село в Черна гора, разположено в община Херцег Нови. Населението му според преброяването през 2011 г. е 300 души, от тях: 102 (34,00 %) сърби, 80 (26,66 %) черногорци, 41 (13,66 %) хървати, 15 (5,00 %) не са определени, 46 (15,33 %) неизвестни.

## Население
Численост на населението според преброяванията през годините:
- 1948 – 209 души
- 1953 – 249 души
- 1961 – 305 души
- 1971 – 327 души
- 1981 – 312 души
- 1991 – 313 души
- 2003 – 326 души
- 2011 – 300 души